# Rudolf Clausius
Rudolf Julius Emmanuel Clausius (Koszalin, Prusia, 2 de enero de 1822- Bonn, 24 de agosto de 1888) fue un físico y matemático alemán, considerado uno de los fundadores centrales de la ciencia de la termodinámica. En su nueva formulación del principio de Sadi Carnot, conocido como ciclo de Carnot, además propuso la teoría del calor sobre una base más sólida y más verdadera. En su trabajo más importante sobre la teoría mecánica del calor, publicado en 1850, estableció por primera vez las ideas básicas de la segunda ley de la termodinámica. En 1865 introdujo el concepto de entropía.

## Vida
En 1870 Clausius organizó un cuerpo de ambulancias en la Guerra Franco-prusiana. Fue herido en batalla, dejándolo con una discapacidad permanente. Fue galardonado con la Cruz de Hierro por sus servicios.
Su esposa, Adelheid Rimpham, murió al dar a luz en 1875, dejándolo viudo con seis hijos. Continuó enseñando, pero tuvo menos tiempo para la investigación a partir de entonces. En 1886 se casó con Sophie Stack, con quien tuvo otro hijo. Dos años más tarde, el 24 de agosto de 1888, murió en Bonn, Alemania.

## Trabajo
La tesis de Clausius  sobre la refracción de la luz propuso que vemos un cielo azul durante el día, y varios tonos de rojo al amanecer y al atardecer (entre otros fenómenos), debido a la reflexión y refracción de la luz. Más tarde, Lord Rayleigh demostraría que se trataba en realidad debido a la dispersión de la luz. Sin embargo, Clausius utiliza un enfoque mucho más matemático que sus predecesores.
Su artículo más famoso, «Über die bewegende Kraft der Wärme» («Sobre la fuerza motriz del calor y las Leyes del calor que pueden ser deducidas») se publicó en 1850 y se refería a la teoría mecánica del calor. En este trabajo, demostró que existía una contradicción entre el principio de Carnot y el concepto de conservación de la energía. Clausius reiteró las dos leyes de la termodinámica para superar esta contradicción (la tercera ley de la termodinámica fue desarrollada por Walther Nernst entre los años 1906 y 1912). Este trabajo lo hizo famoso entre los científicos.
Clausius hizo una importante contribución en 1857 al campo de la teoría cinética redefiniendo el modelo cinético de los gases de August Krönig, mucho más simple, para incluir los movimientos de traslación, rotación y vibración de las moléculas. En este mismo trabajo introdujo el concepto de recorrido libre medio de una partícula.
Clausius deduce la Relación de Clausius-Clapeyron de termodinámica. Esta relación, que es una manera de caracterizar la transición de fase entre dos estados de la materia, tales como sólido y líquido, había sido desarrollada originalmente en 1834 por Émile Clapeyron.
Tres años antes de su muerte, Clausius escribe un pequeño opúsculo, titulado «Sobre los recursos energéticos de la naturaleza y su utilización para el bien de la humanidad», en el que advierte de que el futuro de la humanidad depende de ser capaces de alimentar nuestras industrias y máquinas con el solo concurso de energías renovables, en definitiva, de energía solar, ya sea en forma directa o indirecta. Como él mismo enfatiza  «No se trata aquí en absoluto de sopesar probabilidades, sino de que puede distinguirse con total certidumbre lo posible de lo imposible. Cualquier obtención de energía sin un gasto correspondiente de energía es absolutamente imposible.» Clausius es quizás uno de los primeros militantes ecologistas, por así decir. En todo caso, describió las consecuencias de las leyes de la termodinámica para la formulación  de una teoría económica coherente con ellas, lo que daría lugar en el siglo XX a la creación de la economía ecológica.

## Entropía
En 1865, Clausius acuñó el término entropía (del griego ἐντροπή [entropḗ] «cambio», «giro») y dio una versión matemática del concepto.
1 Cl = 1 cal/°C = 4,1868 julios por kelvin (J/K)

## Ecuación de estado
En 1880 propuso una modificación a la ecuación cúbica de Van der Waals, formulada en 1873, y predecesoras de las más populares R-K (1949), R-K-S (1972), P-R (1976)... 
Tiene la forma:)
{\displaystyle \left[p+{\frac {a}{T(v+c)^{2}}}\right](v-b)=RT.}
donde:
{\displaystyle p} es la presión, {\displaystyle T} temperatura absoluta, {\displaystyle v} volumen molar, y {\displaystyle R} la constante molar del gas .
a, b y c: Parámetros característicos de cada sustancia, relacionados con sus respectivas constantes críticas.
En el punto crítico se debe verificar la anulación de la primera y segunda derivada de la presión frente al volumen. 
{\displaystyle \left.{\frac {\partial p}{\partial v}}\right|_{T=T_{c}}=0}, and {\displaystyle \left.{\frac {\partial ^{2}p}{\partial v^{2}}}\right|_{T=T_{c}}=0}, 
Llamando  {\displaystyle T_{c}} a la temperatura crítica, {\displaystyle P_{c}} presión crítica, y {\displaystyle v_{c}} el volumen molar en el punto crítico.
Lo que conduce a:
{\displaystyle a={\frac {27R^{2}T_{c}^{3}}{64P_{c}}}}
{\displaystyle b=v_{c}-{\frac {RT_{c}}{4P_{c}}}}
{\displaystyle c={\frac {3RT_{c}}{8P_{c}}}-v_{c}}

## Homenajes
- Fue elegido miembro de la Real Sociedad de Londres en 1868 y recibió su Medalla Copley en el año 1879.
- Fue elegido miembro de la Real Academia Sueca de las Ciencias en el año 1878. Recibió la Medalla Huygens en 1870. * Recibió el Premio Poncelet en el año 1883.
- Recibió un doctorado honorífico de la Universidad de Würzburg en el año 1882.
- El  cráter lunar Clausius fue nombrado en su honor.